# Johnny Sekka
Johnny Sekka est un acteur britannique, né Lamine Sekka le 21 juillet 1934 à Dakar (Sénégal), mort le 14 septembre 2006 à Agua Dulce (Californie).

## Biographie
Né d'une mère sénégalaise et d'un père gambien, Johnny Sekka (nom de scène) s'installe au Royaume-Uni en 1952 et intègre en 1954 la Royal Academy of Dramatic Art de Londres. En cette ville, il joue notamment au théâtre dans Moon on a Rainbow Shawl d'Errol John (en) (1958, avec Earle Hyman) et Talking to You de William Saroyan (1962, avec Nigel Hawthorne).
Au cinéma, son premier film est Flame in the Streets de Roy Ward Baker (1961, avec John Mills et Sylvia Syms). Parmi ses autres films britanniques, nommons La Femme de paille (1964, avec Sean Connery et Gina Lollobrigida) et Khartoum (1966, avec Charlton Heston et Laurence Olivier), tous deux réalisés par Basil Dearden.
Après avoir participé à une coproduction germano-nigériane (Things Fall Apart) et à un film sénégalais (Reou-Takh), sortis respectivement en 1971 et 1972, il rejoint les États-Unis où il s'établit définitivement.
Ainsi, Johnny Sekka contribue à plusieurs films américains, dont trois réalisés par Sidney Poitier, le dernier étant La Folie aux trousses (1982, avec Gene Wilder et Gilda Radner). Mentionnons aussi la coproduction Le Message de Moustapha Akkad (version anglaise, 1976, avec Anthony Quinn et Irène Papas) et Ashanti de Richard Fleischer (1979, avec Michael Caine et Peter Ustinov).
Le dernier de ses dix-neuf films est La Fièvre du jeu de Richard Brooks (1985, avec Ryan O'Neal et Catherine Hicks).
Pour la télévision, il apparaît d'abord dans quelques séries britanniques, telles Destination Danger (un épisode, 1965) et Chapeau melon et bottes de cuir (un épisode, 1968).
Aux États-Unis, il collabore à trois téléfilms, le premier étant The African Queen de Richard C. Sarafian (1977) ; dans ce remake du film homonyme de John Huston (1951), Warren Oates et Mariette Hartley reprennent les rôles tenus initialement par Humphrey Bogart et Katharine Hepburn. Le troisième — son ultime prestation à l'écran — est Premier contact Vorlon, pilote de la série Babylon 5 (1993, avec Michael O'Hare et Tamlyn Tomita).
Parmi ses autres séries américaines, citons Jake Cutter, avec deux épisodes diffusés en 1982.

## Filmographie partielle

### Cinéma
- 1961 : Flame in the Streets de Roy Ward Baker : Peter Lincoln
- 1962 : The Wild and the Willing de Ralph Thomas : Reggie
- 1964 : La Femme de paille (Woman of Straw) de Basil Dearden : Thomas
- 1964 : À l'est du Soudan (East of Sudan) de Nathan Juran : Kimrasi
- 1966 : Khartoum de Basil Dearden : Khaleel
- 1967 : Le Dernier Safari (The Last Safari) d'Henry Hathaway : Jama
- 1969 : L'Étoile du Sud (The Southern Star) de Sidney Hayers : Matakit
- 1970 : Suceurs de sang (Incense for the Damned) de Robert Hartford-Davis : Bob Kirby
- 1973 : Charley-le-Borgne (Charley-One-Eye) de Don Chaffey : Bob
- 1973 : A Warm December de Sidney Poitier : Dr Joseph Myomo
- 1974 : Visit to a Chief's Son de Lamont Johnson : Nemolok
- 1974 : Uptown Saturday Night de Sidney Poitier : Le second de Geechie
- 1976 : Le Message (Mohammad, Messenger of God) de Moustapha Akkad (version anglaise) : Bilal
- 1979 : Ashanti de Richard Fleischer : Capitaine Bradford
- 1981 : Charlie Chan and the Curse of the Dragon Queen de Clive Donner : Stefan
- 1982 : La Folie aux trousses (Hanky Panky) de Sidney Poitier : Lacey
- 1985 : La Fièvre du jeu (Fever Pitch) de Richard Brooks : « Chocolate »

### Télévision
Séries
- 1965 : Destination Danger (Danger Man), saison 3, épisode 6 La franchise paie toujours (Loyalty Always Pays) de Peter Yates : Beyla
- 1968 : Chapeau melon et bottes de cuir, première série (The Avengers), saison 6, épisode 12 Un dangereux marché (Have Guns – Will Haggle) de Ray Austin : Colonel Martin Nsonga
- 1982 : Jake Cutter (Tales of the Gold Monkey), saison unique, épisodes 1 et 2 Tales of the Gold Monkey, Parts I & II, de Ray Austin : L'homme noir

Téléfilms
- 1977 : The African Queen de Richard C. Sarafian : Jogana
- 1989 : Passion and Paradise d'Harvey Hart : Alfred Adderly
- 1993 : Premier contact Vorlon (The Gathering), pilote de la série Babylon 5 : Dr Benjamin Kyle

## Théâtre (sélection)
(pièces jouées à Londres, sauf mention contraire)
- 1958 : Moon on a Rainbow Shawl d'Errol John
- 1958 : Flesh to a Tiger de Barry Reckford
- 1960 : Mister Johnson, adaptation par Norman Rosten du roman homonyme de Joyce Cary : rôle-titre
- 1962 : Talking to You de William Saroyan
- 1966 : D.P. d'Herb Greer (à Bristol)
- 1968 : Bakke's Night of Fame de John McGrath, d'après le roman Danish Gambit de William Butler